# Izier
Izier é uma comuna francesa na região administrativa da Borgonha-Franco-Condado, no departamento de Côte-d'Or. Estende-se por uma área de 7,45 km². Em 2010 a comuna tinha 804 habitantes (densidade: 107,9 hab./km²).